# 阿萨里什
阿萨里什是葡萄牙布拉干萨区的一个堂区。总面积2.82平方公里，总人口170人，人口密度60.3人/平方公里。